# Salvadorské letectvo
Salvadorské letectvo (španělsky Fuerza Aérea Salvadoreña, zkratkou FAS) je letectvo Salvadoru a jedna z integrálních součást jeho ozbrojených sil.
Bylo založeno 20. března 1923 dekretem prezidenta Alfonsa Moliny pod označením "Flotilla Aérea Salvadoreña" (Salvadorská vzdušná flotila) a je zapojeno do organizace Sistema de Cooperación entre las Fuerzas Aéreas Americanas (SICOFAA, ~Systém spolupráce mezi letectvy Amerik).

## Přehled letecké techniky

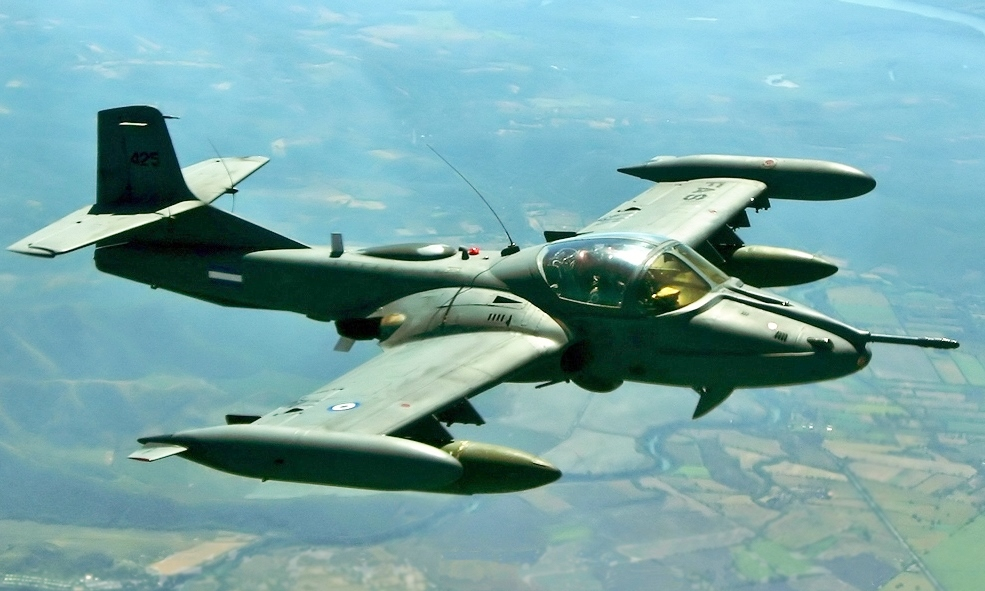
Cessna A-37 Dragonfly FAS v letu.

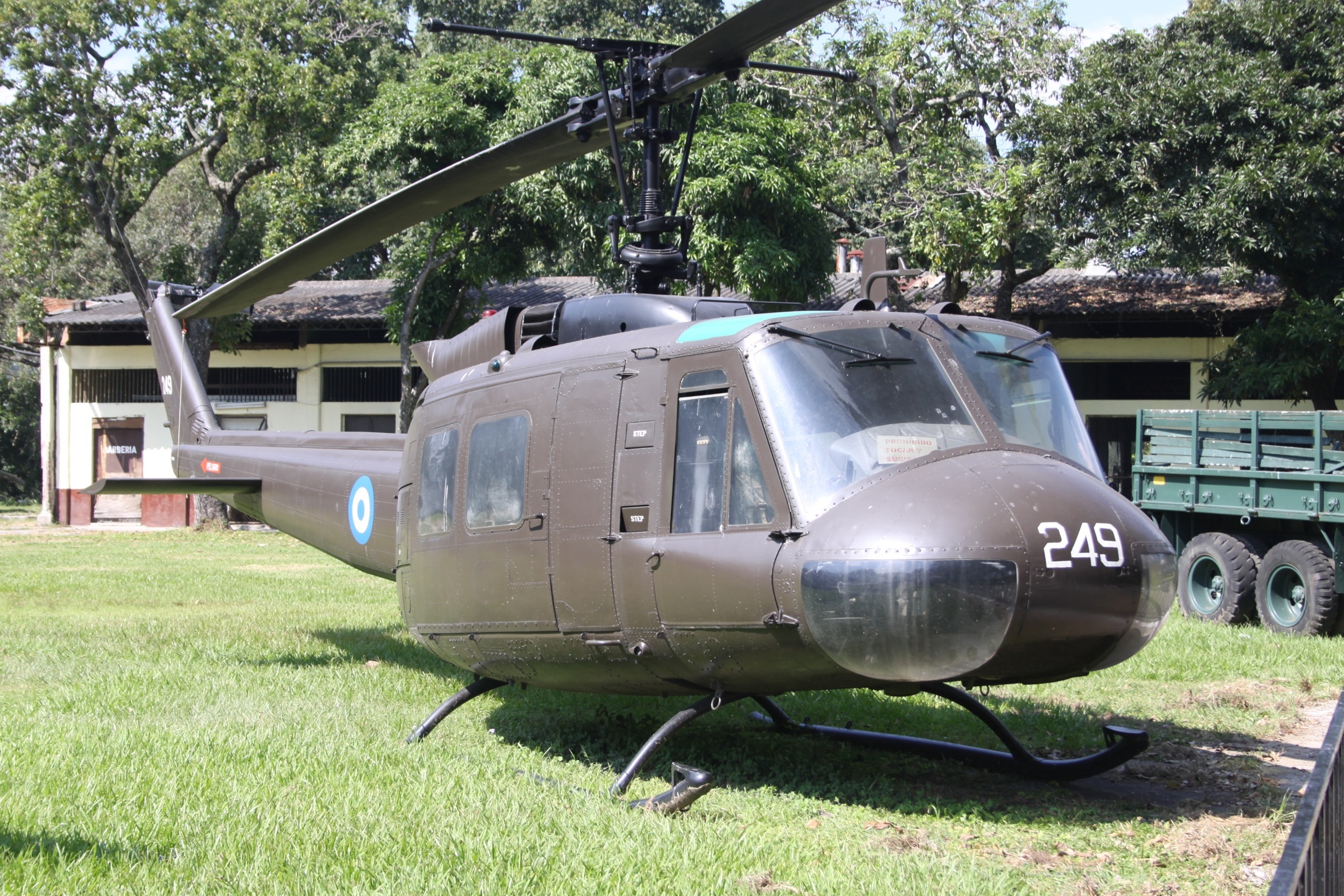
Salvadorský Bell UH-1H.

Tabulka obsahuje přehled letecké techniky Salvadorského letectva podle Flightglobal.com.
| Název                          | Původ          | Určení                                            | Verze          | Ve službě      | Poznámky                              |                |
| Bojové letouny                 | Bojové letouny | Bojové letouny                                    | Bojové letouny | Bojové letouny | Bojové letouny                        | Bojové letouny |
| ------------------------------ | -------------- | ------------------------------------------------- | -------------- | -------------- | ------------------------------------- | -------------- |
| Cessna A-37 Dragonfly          | USA            | lehký bitevní letoun                              | A-37B Dragonly | 15             |                                       |                |
| Dopravní a transportní letouny |                |                                                   |                |                |                                       |                |
| Basler BT-67                   | USA            | transportní letoun                                |                | 1              | Typ vznikl modernizací Douglasu DC-3. |                |
| IAI Arava                      | Izrael         | lehký transportní/užitkový letoun vlastností STOL |                | 3              |                                       |                |
| Vrtulníky                      |                |                                                   |                |                |                                       |                |
| Bell 412                       | USA            | užitkový vrtulník                                 |                | 4              |                                       |                |
| Bell UH-1 Iroquois             | USA            | víceúčelový vrtulník/ozbrojený vrtulník           | UH-1H/M        | 13             |                                       |                |
| Hughes 269                     | USA            | lehký víceúčelový vrtulník                        |                | 5              |                                       |                |
| MD Helicopters MD 500          | USA            | lehký víceúčelový vrtulník                        | MD 500         | 8              |                                       |                |
| Cvičná letadla                 |                |                                                   |                |                |                                       |                |
| ENAER T-35 Pillán              | Chile          | letoun pro základní výcvik                        |                | 32             |                                       |                |